# Arado L.II
L'Arado L.II est un biplace de tourisme allemand de l'entre-deux-guerres.
Le prototype de ce monoplan de tourisme [D-1771, c/n 57], biplace de construction mixte à cabine fermée, fut porté en février 1930 sur le registre civil allemand. Baptisé « Treff-Ass » ('As de trèfle'), il effectua ses premiers essais en vol en novembre 1929 et fut utilisé jusqu'en novembre 1936 pour des baptêmes de l'air autour de l'usine de Warnemünde. 
Il fut suivi de 4 L.IIa [D-1873/6, c/n 58/61], construit pour participer au Challenge international de tourisme en 1930. Le L.IIa se distinguait par un train d’atterrissage modifié, et des ailes repliables pour faciliter le parking. Un exemplaire [D-1873] fut détruit sur accident à Pau le 23 juillet, les deux derniers participèrent au Tour d'Allemagne en 1931.